# 黃唇悅麗魚
黃唇悅麗魚，為輻鰭魚綱鱸形目隆頭魚亞目慈鯛科的其中一種，分布於南美洲亞馬遜河流域，體長可達8.2公分，棲息在森林的溪流、沼澤，屬肉食性，以昆蟲、魚鱗、蝦子為食。

## 擴展閱讀
維基物種上的相關：黃唇悅麗魚